# Средња медицинска школа „Данило Димитријевић” Ћуприја
Средња медицинска школа „Данило Димитријевић” у Ћуприји је једна од четворогодишњих средњих школа на територији општине Ћуприје и функционише у оквиру образовног система Републике Србије.
Средња медицинска школа је основана је 24. септембра 1958. године, као прва стручна школа због настале потребе за стручним кадром пошто је Ћуприја била Здравствени центар среза. Из генерације у генерацију број ученика због заинтересованости за ову врсту образовања се све више повећавао, тако да је од 36 колико је школа имала на почетку за само пар година број ђака порастао на неколико стотина. Данас је средња медицинска школа модерно уређен објекат и похађа је преко 500 ученика у четири образовна профила:
- медицинска сестра-техничар
- медицинска сестра-васпитач
- фармацеутски техничар
- здравствени неговатељ
- лабораторијски техничар